# Convolvulus durandoi
Convolvulus durandoi är en vindeväxtart som beskrevs av Auguste Nicolas Pomel. Convolvulus durandoi ingår i släktet vindor, och familjen vindeväxter. Inga underarter finns listade i Catalogue of Life.